# Mecânica de estruturas
A mecânica estrutural ou mecânica de estruturas é o cálculo de deformações, deflexões e forças ou tensões internas (equivalentes de tensão) dentro de estruturas, seja para projeto ou para avaliação de desempenho de estruturas existentes. É um subconjunto da análise estrutural. A análise da mecânica estrutural precisa de dados de entrada, como cargas estruturais, a representação geométrica da estrutura e as condições de suporte e as propriedades dos materiais. As quantidades de saída podem incluir reações de suporte, tensões e deslocamentos. A mecânica estrutural avançada pode incluir os efeitos de estabilidade e comportamentos não lineares. A Mecânica Estrutural também pode ser definida como uma coleção de pacotes do Mathematica que tratam de problemas computacionais na análise de elementos estruturais elásticos.
A mecânica de estruturas é um campo de estudo dentro da mecânica aplicada que investiga o comportamento de estruturas sob cargas mecânicas, como flexão de uma viga, flambagem de uma coluna, torção de um eixo, deflexão de uma casca fina e vibração de uma ponte.

## Abordagens analíticas
Existem três abordagens para a análise: os métodos de energia, o método da flexibilidade ou o método da rigidez direta, que posteriormente se desenvolveu no método dos elementos finitos, e a abordagem da análise plástica.